# 히코네번
히코네 번(일본어: 彦根藩 히코네한[*])은 일본 에도 시대 오미국 북부를 지배했던 번으로, 지금의 시가현 히코네시에 위치했다. 번주 가문은 후다이 다이묘의 필두격인 이이 가문(井伊氏)으로, 번청은 히코네성이다.

## 역대 번주
| 대수 | 번주                   | 초상화 | 재임 기간       | 비고                                                        |
| ---- | ---------------------- | ------ | --------------- | ----------------------------------------------------------- |
| 0    | 이이 나오마사 井伊直政 |        | 1600년 - 1602년 | 도쿠가와 사천왕의 한 사람. 히코네 번조.                     |
| 1    | 이이 나오쓰구 井伊直繼 |        | 1602년 - 1615년 | 후에 고즈케국 안나카 번주 이이 나오카쓰.                    |
| 2    | 이이 나오타카 井伊直孝 |        | 1615년 - 1659년 |                                                             |
| 3    | 이이 나오즈미 井伊直澄 |        | 1659년 - 1676년 |                                                             |
| 4    | 이이 나오오키 井伊直興 |        | 1676년 - 1701년 |                                                             |
| 5    | 이이 나오미치 井伊直通 |        | 1701년 - 1710년 |                                                             |
| 6    | 이이 나오쓰네 井伊直恒 |        | 1710년          |                                                             |
| 7    | 이이 나오모리 井伊直該 |        | 1710년 - 1714년 | 4대 번주 나오오키가 재임. 재임 당초의 이름은 나오하루(直治) |
| 8    | 이이 나오노부 井伊直惟 |        | 1714년 - 1735년 |                                                             |
| 9    | 이이 나오사다 井伊直定 |        | 1735년 - 1754년 |                                                             |
| 10   | 이이 나오요시 井伊直禔 |        | 1754년          |                                                             |
| 11   | 이이 나오사다 井伊直定 |        | 1754년 - 1755년 | 재임                                                        |
| 12   | 이이 나오히데 井伊直幸 |        | 1755년 - 1789년 |                                                             |
| 13   | 이이 나오나카 井伊直中 |        | 1789년 - 1812년 |                                                             |
| 14   | 이이 나오아키 井伊直亮 |        | 1812년 - 1850년 |                                                             |
| 15   | 이이 나오스케 井伊直弼 |        | 1850년 - 1860년 |                                                             |
| 16   | 이이 나오노리 井伊直憲 |        | 1860년 - 1871년 |                                                             |

## 지번
※ () 안은 성립에서 폐지까지의 존속 기간
- 요이타번(1706년 ~ 1871년)
- 히코네 신덴 번(1714년 ~ 1734년)